# Şerefli Koçhisar
Şerefli Koçhisar – miasto w Turcji w prowincji Ankara.
Według danych na rok 2018 miasto zamieszkiwało 27 118 osób.